# Milionia aglaia
Milionia aglaia är en fjärilsart som beskrevs av Rothschild och Jordan 1905. Milionia aglaia ingår i släktet Milionia och familjen mätare. Inga underarter finns listade i Catalogue of Life.